# 부흐스 SG역
부흐스 SG역(독일어: Bahnhof Buchs SG)은 스위스 장크트갈렌주의 부흐스에 있는 기차역이다. 오스트리아와 리히텐슈타인으로 가는 펠트키르히-부흐스선의 서쪽 종점과 쿠어-로르샤흐선의 중간 정류장이다. 지역 및 장거리 열차가 운행된다. 역이 스위스와 리히텐슈타인 사이의 라인강 건너편 바로 북쪽에 있기 때문에 취리히와 동쪽 지점 사이를 여행하는 장거리 열차는 방향을 바꿔야 한다.

## 운행편

### 장거리
부흐스 SG에서 다음 장거리 서비스가 정치한다:
- 유로시티 트란스알핀 : 취리히 중앙역과 그라츠 중앙역 사이의 쿠어-로르샤흐 및 펠트키르히-부흐스선을 통해 하루에 한 번 왕복.
- 인터레기오 : 취리히 중앙역과 쿠어 사이의 쿠어-로르샤흐선을 통한 시간별 서비스
- 레일젯 익스프레스 : 취리히 중앙역에서 비엔나, 부다페스트 또는 브라티슬라바까지 쿠어-로르샤흐 및 펠트키르히-부흐스선을 통해 하루 4회 왕복 운행한다.
- 나이트 젯 / 유로나이트 : 취리히 중앙역에서 그라츠, 비엔나, 프라하, 부다페스트, 자그레브까지 쿠어-로르샤흐 및 펠트키르히-부흐스선을 운행하는 야간열차.

### 현지
부흐스 SG는 장크트갈렌 S-반 및 오스트리아 연방 철도(ÖBB) 지역 열차로 운행된다.
- S4 : 자르간스를 경유하는 쿠어-로르샤흐선을 통한 매시간 운행(순환 운행).
- ÖBB: 펠트키르히–부흐스선을 통해 펠트키르히까지 비정기 운행

## 세관
부흐스 SG는 세관 목적상 오스트리아에서 도착하는 승객을 위한 국경역이다. 세관 검사는 스위스 공무원이 역이나 열차 내에서 수행할 수 있다. 스위스 가 2008년 솅겐 지역에 합류하면서 체계적인 여권 심사가 폐지되었다.